# 锥叶风毛菊
锥叶风毛菊（学名：Saussurea wernerioides）为菊科风毛菊属的植物。分布于锡金以及中国大陆的云南、西藏、四川等地，生长于海拔4,200米至5,400米的地区，常生长在山坡草地以及砾石山坡，目前尚未由人工引种栽培。